# Povedilla (kommunhuvudort)
Povedilla är en kommunhuvudort i Spanien.   Den ligger i provinsen Provincia de Albacete och regionen Kastilien-La Mancha, i den centrala delen av landet, 210 km söder om huvudstaden Madrid. Povedilla ligger 867 meter över havet och antalet invånare är 637.
Terrängen runt Povedilla är platt åt nordväst, men åt sydost är den kuperad. Runt Povedilla är det mycket glesbefolkat, med 5 invånare per kvadratkilometer. Närmaste större samhälle är Villanueva de la Fuente, 8,2 km väster om Povedilla. Trakten runt Povedilla består till största delen av jordbruksmark.